# Alchemilla x helvetica
Alchemilla x helvetica é uma espécie de rosácea do gênero Alchemilla, pertencente à família Rosaceae.